# Раймонд К. Сміт
Раймонд Чарльз Сміт-молодший (англ. Raymond Charles Smith Jr.; 6 липня 1943, Сан-Франциско — 6 лютого 2022, Коронадо) — американський воєначальник, контрадмірал Військово-морських США, ТВО командувача Командування спеціальних операцій США (вересень — листопад 1997), Командування військово-морських спеціальних операцій ВМС США (2008—2011). Учасник війн у В'єтнамі та в Перській затоці.

## Біографія
Раймонд Чарльз Сміт-молодший народився в Сан-Франциско 6 липня 1943 року. Виріс у Вальехо, Каліфорнія. У 1962 році Сміт був зарахований до ВМС США. Пізніше його обрали для проходження курсу в Підготовчій школі військово-морської академії, а згодом дістав призначення на навчання до Військово-морської академії США. Сміт закінчив Військово-морську академію в 1967 році і згодом служив на есмінці «Флойд Паркс» до 1969 року.
Пізніше Сміт пройшов повний базовий курс підводного підриву/підготовки SEAL (BUD/S) на морській десантній базі Коронадо. Після шести місяців навчання Сміт закінчив BUD/S у лютому 1970 року. Першим призначенням Сміта було підводне підривне відділення TWELVE (UDT-12), і він служив у бойовому складі групи в Південному В'єтнамі. У 1974 році він здобув ступінь магістра фізичної океанографії у Військово-морській аспірантурі.
Сміт обіймав посади оперативного офіцера та начальника штабу UDT 12, потім був призначений офіцером із закупівлі зброї та водолазних систем SEAL у Вашингтоні, округ Колумбія. З 1981 по 1983 рік Сміт перебував на посаді директора з навчання SEAL на морській десантній базі Коронадо, а потім працював виконавчим помічником заступника міністра оборони Річарда Армітаджа.
З 1985 по 1987 рік Раймонд Сміт обіймав посаду командира команди транспортних засобів SEAL Delivery Vehicle Team ONE. У серпні 1989 року, бувши капітаном ВМС, Сміт прийняв командування спеціальною військово-морською групою (NSWG 1). Під час операцій «Щит пустелі» та «Буря в пустелі» він очолював увесь особовий склад спеціальної групи SEAL під час виконання сотень місій спеціальних операцій. Між 1992 і 1996 роками Сміт був командувачем Командування військово-морських спеціальних операцій ВМС США. Останнім його призначенням був заступник командувача Командування спеціальних операцій США. Він пішов у відставку в 2001 році після 34 років дійсної служби.
6 лютого 2022 року Раймонд К. Сміт помер у своєму будинку в Коронадо.